# Maribor (comune)
Maribor (ufficialmente in sloveno Mestna občina Maribor) è un comune cittadino (mestna občina) della Slovenia. Ha una popolazione di 110 871 abitanti ed un'area di 147,5 km². Appartiene alla regione statistica dell'Oltredrava e ne è il capoluogo. La sede del comune si trova nella città di Maribor.

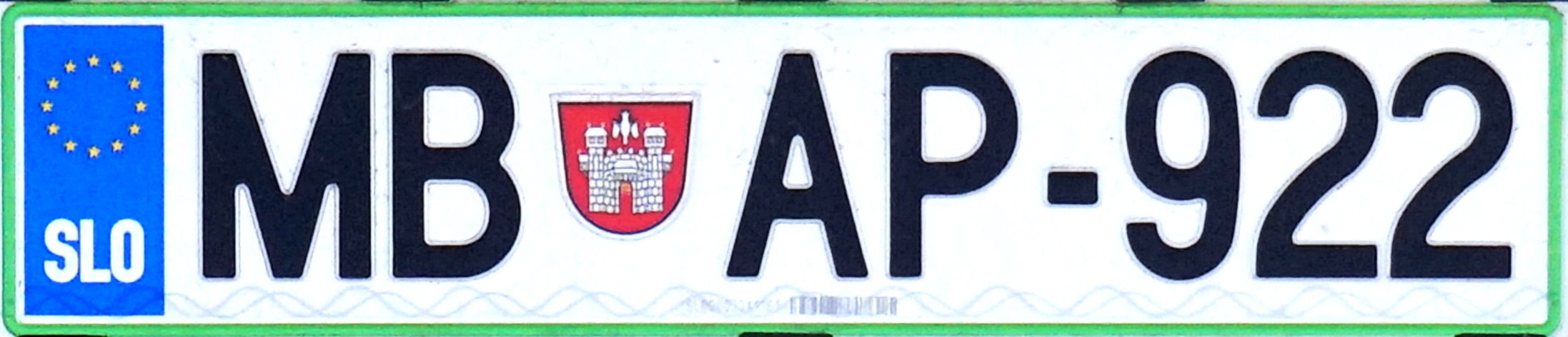
Targa del comune di Maribor

## Geografia antropica

### Suddivisioni amministrative
Il comune cittadino di Maribor è formato da 32 insediamenti (naselija):
- Bresternica
- Celestrina
- Dogoše
- Gaj nad Mariborom
- Grušova
- Hrastje
- Hrenca
- Jelovec
- Kamnica
- Laznica
- Limbuš
- Malečnik
- Maribor, insediamento capoluogo comunale
- Meljski Hrib
- Metava
- Nebova
- Pekel
- Pekre
- Počehova
- Razvanje
- Ribniško Selo
- Rošpoh
- Ruperče
- Šober
- Srednje
- Trčova
- Vinarje
- Vodole
- Vrhov Dol
- Za Kalvarijo
- Zgornji Slemen
- Zrkovci

## Amministrazione
| Periodo          | Periodo   | Primo cittadino | Partito | Carica  | Note |
| ---------------- | --------- | --------------- | ------- | ------- | ---- |
| 19 dicembre 2018 | in carica | Saša Arsenovič  | SMC     | sindaco |      |

### Comunità locali
Maribor conta 11 distretti (mestne četrti) e 6 comunità locali (krajevne skupnosti):
| Distretti - Brezje-Dogoše-Zrkovci - Centro (Center) - Ivan Cankar - Koroška Vrata - Magdalena - Nova Vas - Pobrežje - Radvanje - Studenci - Tabor - Tezno | Comunità locali - Bresternica-Gaj - Kamnica - Limbuš - Malečnik-Ruperče - Pekre - Razvanje |

### Gemellaggi
- Udine, dal 1985
- Graz, dal 1987[2]